# Mowag Duro
MOWAG Duro es un vehículo blindado de transporte de personal, construido por la compañía suiza MOWAG. La denominación DURO proviene de "DUrable and RObust" (DUradero y RObusto). Inicialmente desarrollado en Suiza por Bucher-Guyer AG en Niederweningen, empezó las producción de estos camiones en 1976. El primer pedido lo realizaron las Fuerzas Armadas Suizas, de 3,000 vehículos que llegaron en 1994. En enero de 2003 la producción fue transferida a MOWAG en Kreuzlingen. Cerca de 4,000 en las versiones 4x4 y 6x6 están actualmente en servicio por todo el mundo. Los principales compradores son Suiza, Alemania, Venezuela, Reino Unido y Malasia. Además son utilizados por otros países en menor número para operaciones especiales. La última versión son el DURO II y el DURO III. 
Alemania pidió el DURO IIIP 6x6 en la versión protegida contra balísticos y minas, denominada localmente Rheinmetall YAK y construida por Rheinmetall. El Yak es un vehículo de transporte blindado contra minas producido por dicha empresa basado en el DURO IIIP.

## Versiones

### Duro I
El Duro I es la primera y más antigua versión. Es un vehículo multiuso en todo los sentidos. Posee muchas configuraciones, entre las que se encuentra transporte de tropas, comunicaciones, ambulancia, comando, desminado, bombero, etc. Está disponible tanto en 4x4S (chasis corto) 4x4L (chasis largo) y 6x6.

### Duro II
El Duro II está disponible en 4x4 y 6x6, y tanto blindado como sin blindar. Es el más diferente a las otras versiones pues, alcanza los 110 km/h, mide 6.35 m de largo, 1.99 m de ancho y 2.60 m de altura. Además puede llevar en su configuración de transporte hasta a 18 soldados (a diferencia de los 8 de las otras versiones).

### Duro III
El Duro III está disponible en las versiones 4x4, 6x6 y una blindada 6x6 con escudo modular. Alemania pidió una versión propia basada en el chasis del DURO IIIP 6x6, denominada Rheinmetall YAK.

#### Duro IIIP/Duro GMTF
El Duro IIIP llamado también Duro GMTF es la última versión de este vehículo, y solo está disponible en 6x6. Está fuertemente blindada y posee una ametralladora controlada remotamente. Es usada tanto por Dinamarca y Suiza como ambulancias, transporte blindado de personal y reconocimiento para apoyo en misiones internacionales.

## Usuarios

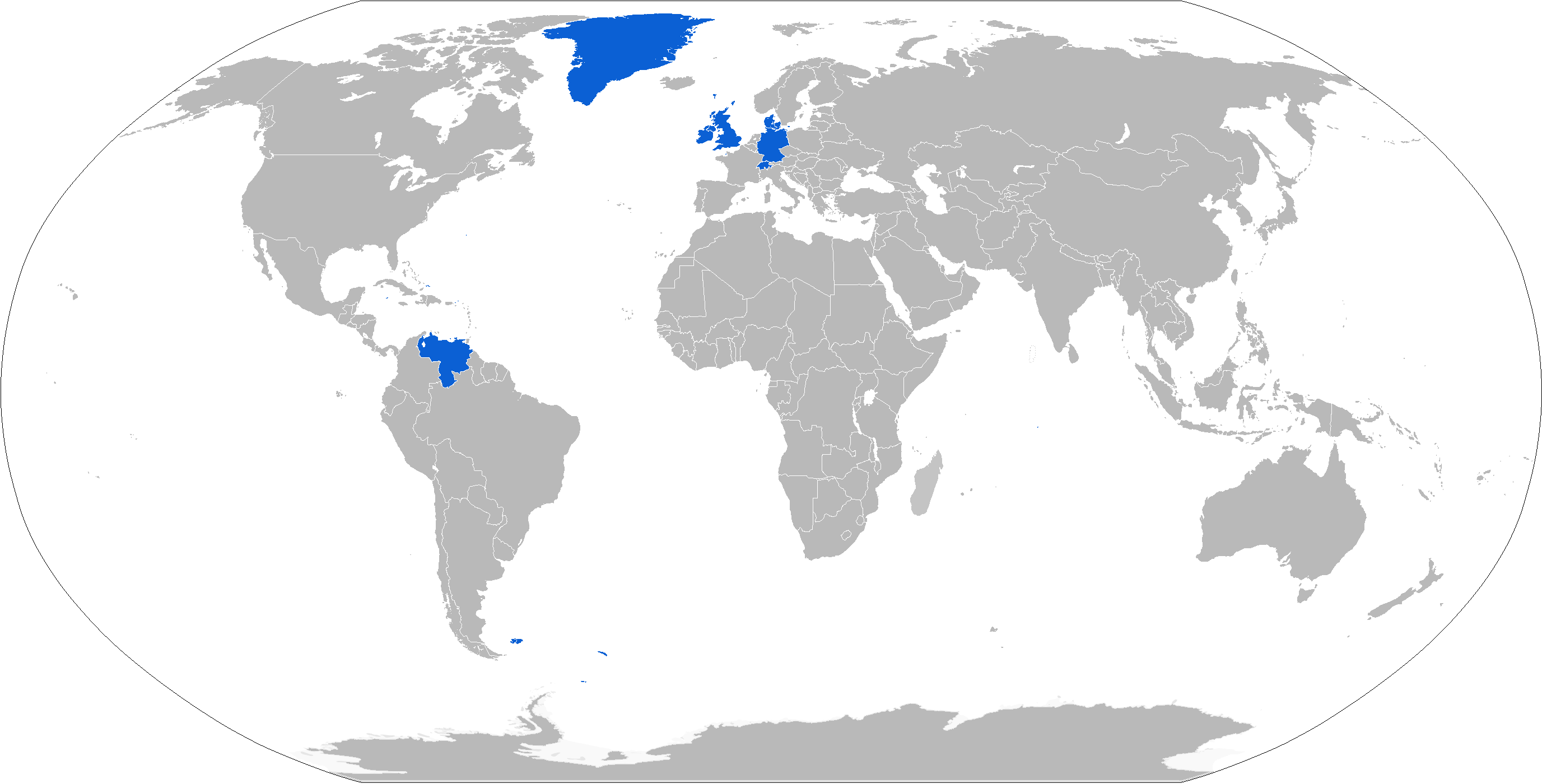
Mapa con los operadores de Mowag Duro en azul.

- Bolivia - Algunos en la Policía Boliviana.
- Dinamarca - Las Fuerzas Armadas de Dinamarca utilizan 29 Duro IIIP en versión ambulancia.
- Alemania - Inicialmente el Heer pidió 30 Duro IIIP. Sirvieron en Afganistán con la ISAF hasta 2006. Un segundo pedido de 100 ejemplares llegó entre 2006 y 2008, 31 de ellos en versión ambulancia, 23 para la policía militar y 21 para la unidad de desminado (EOD).[6] Posteriormente se desarrolló el Rheinmetall YAK, de nuevo para el Heer, basado en el Duro IIIP 6x6. De este se encargaron otros 100 ejemplares en diferentes configuraciones.
- Irlanda - Desde 2004, 6 Duro II 6x6 están en servicio en las Fuerzas de Defensa Irlandesas en dos versiones,  vehículo taller de mantenimientos y la versión blindada EOD de desminado.
- Suiza- Entre 1993 y 1999, el Ejército Suizo adquirió 3,000 unidades del DURO I 4x4 en diferentes versiones. 2200 ejemplares estaban recubiertos por una lona y 780 con una superestructura espacial. Los 2000 primeros vehículos costaron 228 millones de francos suizos.[7] Los Duro remplazaron los antiguos MOWAG 4x4 y Unimog S.
- Reino Unido - En 2003, 83 Duro II 6x6 fueron entregados a las Fuerzas Armadas Británicas. En 2005, poseían un total de 124, 6 de desminado y 118 de comunicación.[8] Entre 2004 y 2005, poseían 66 Duro III, 48 de comunicaciones y 18 de desminado, estos últimos sirviendo durante la Guerra de Irak.
- Venezuela - En 2001, las Fuerzas Armadas de Venezuela encargaron 358 Duro I 4×4 y 6×6.[9]
- Malasia - El Ejército de Malasia opera 61 Duro I 4×4 y 6×6 desde 2003.

## Galería

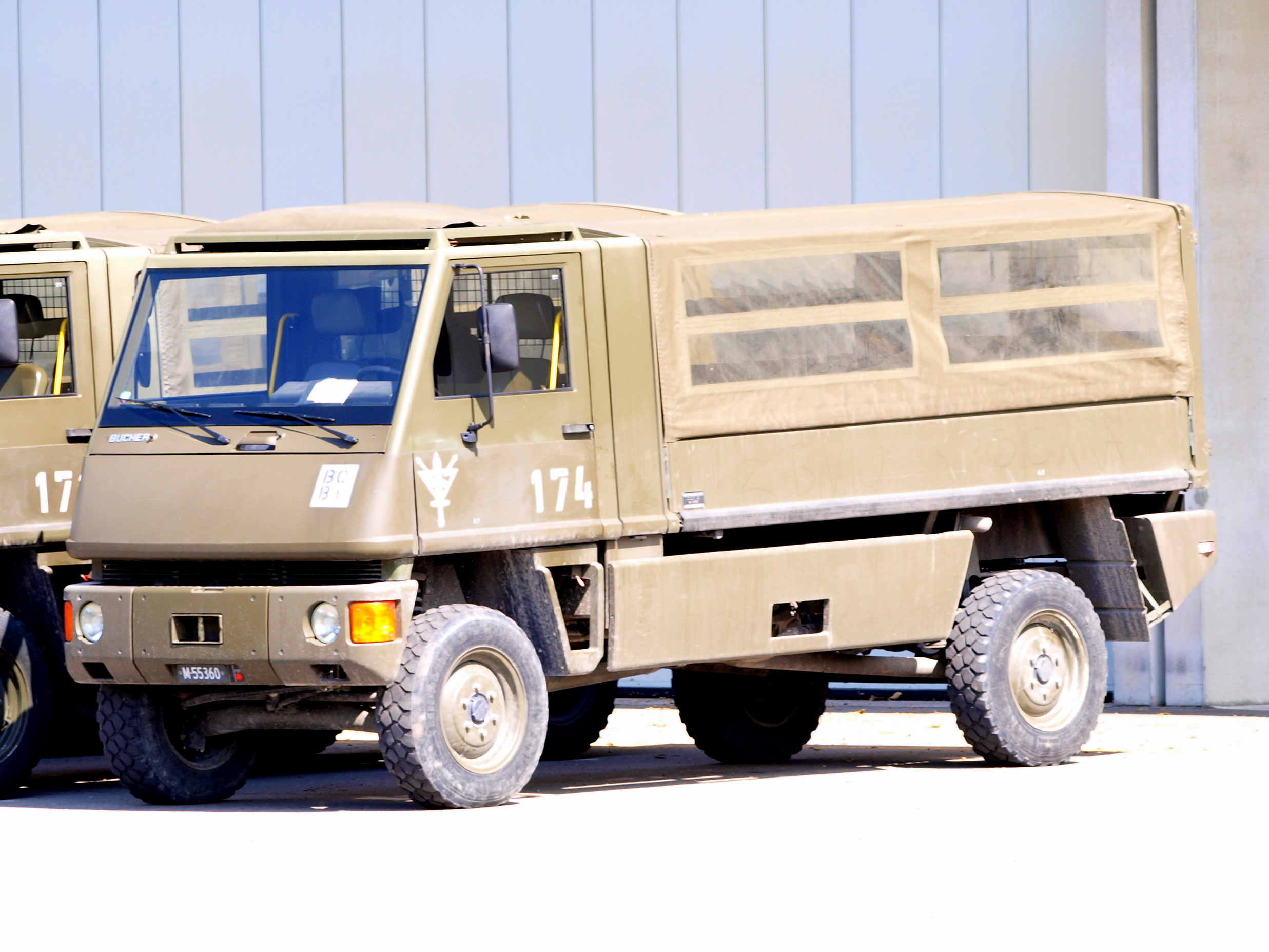
Duro I suizo en 2010. Nótese la gran diferencia entre esta primera versión y la última en cuanto a blindaje y tamaño se refiere.
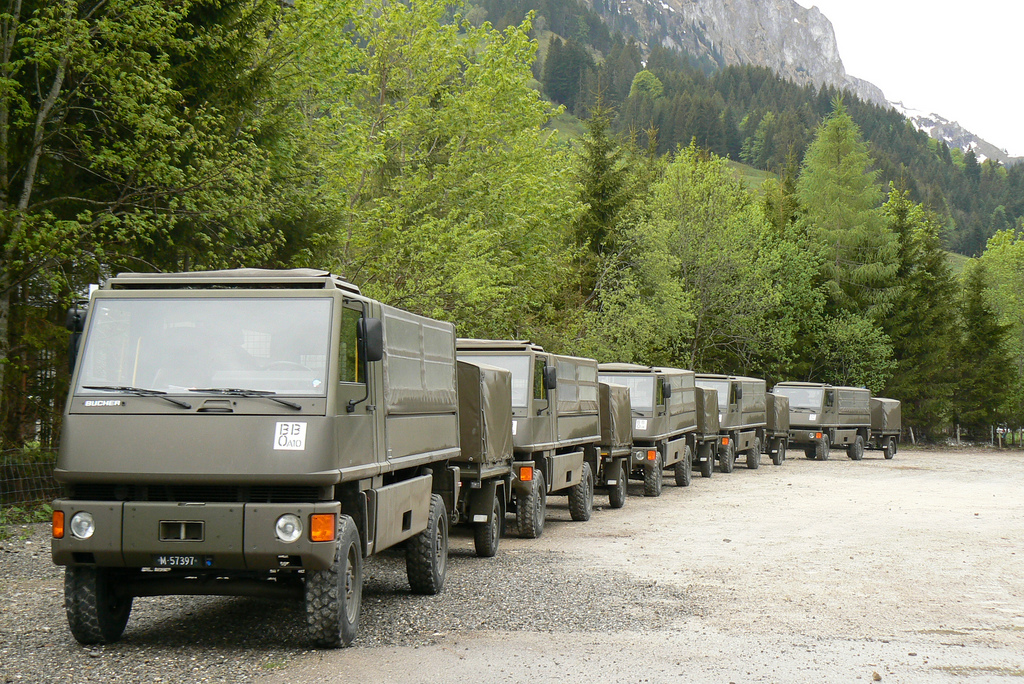
Columna de Duro I suizos en 2009.
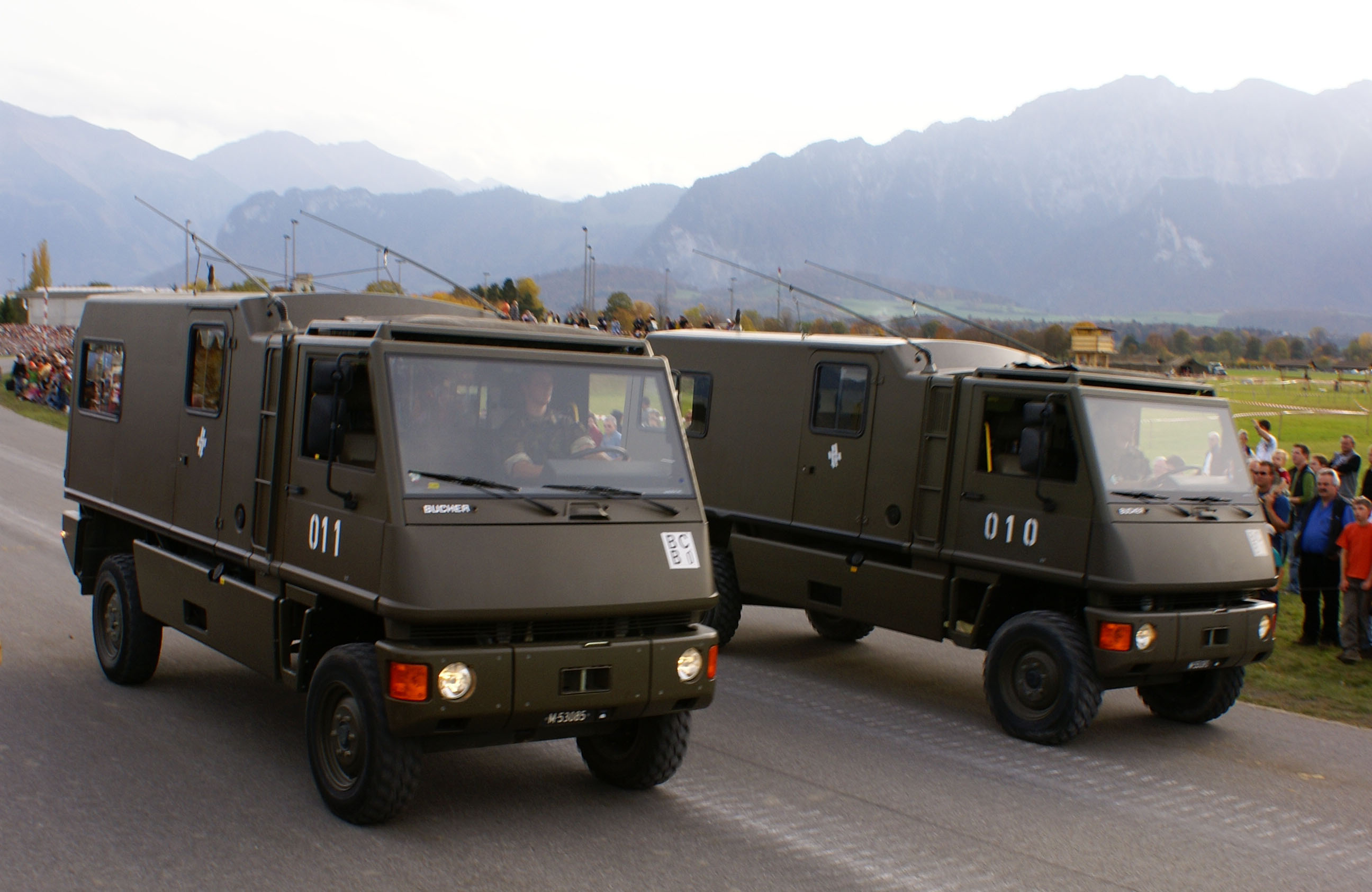
Dos Duro I de comando durante un desfile en Suiza.
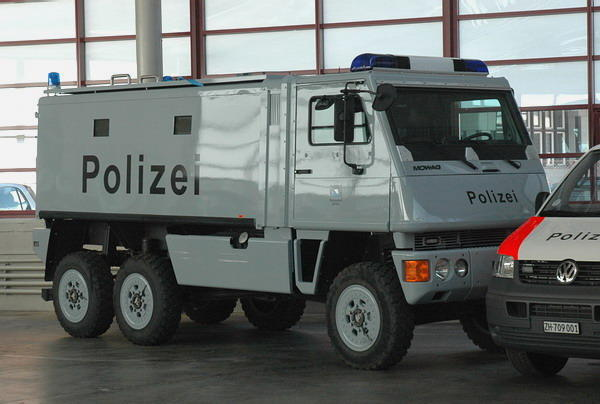
Duro de la policía de Zúrich.
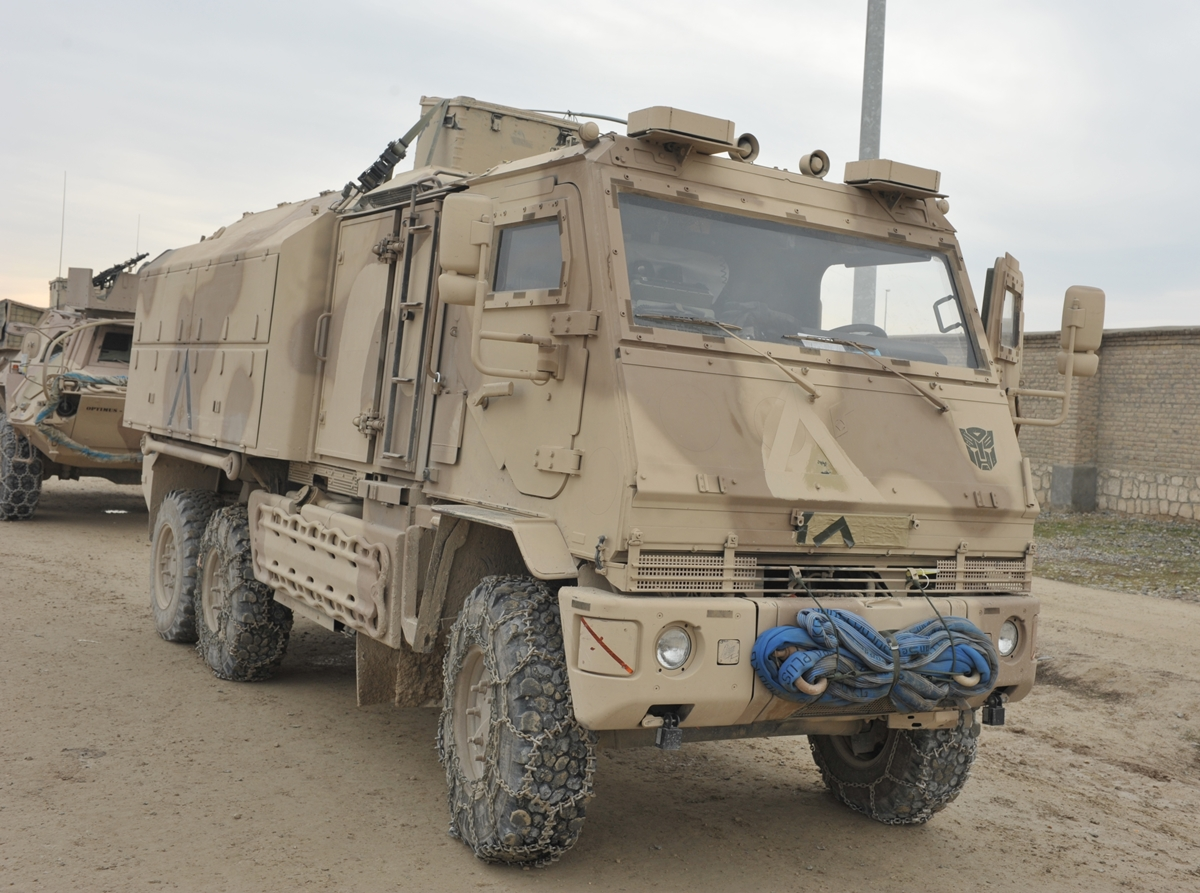
Rheinmetall YAK del Heer en Afganistán.
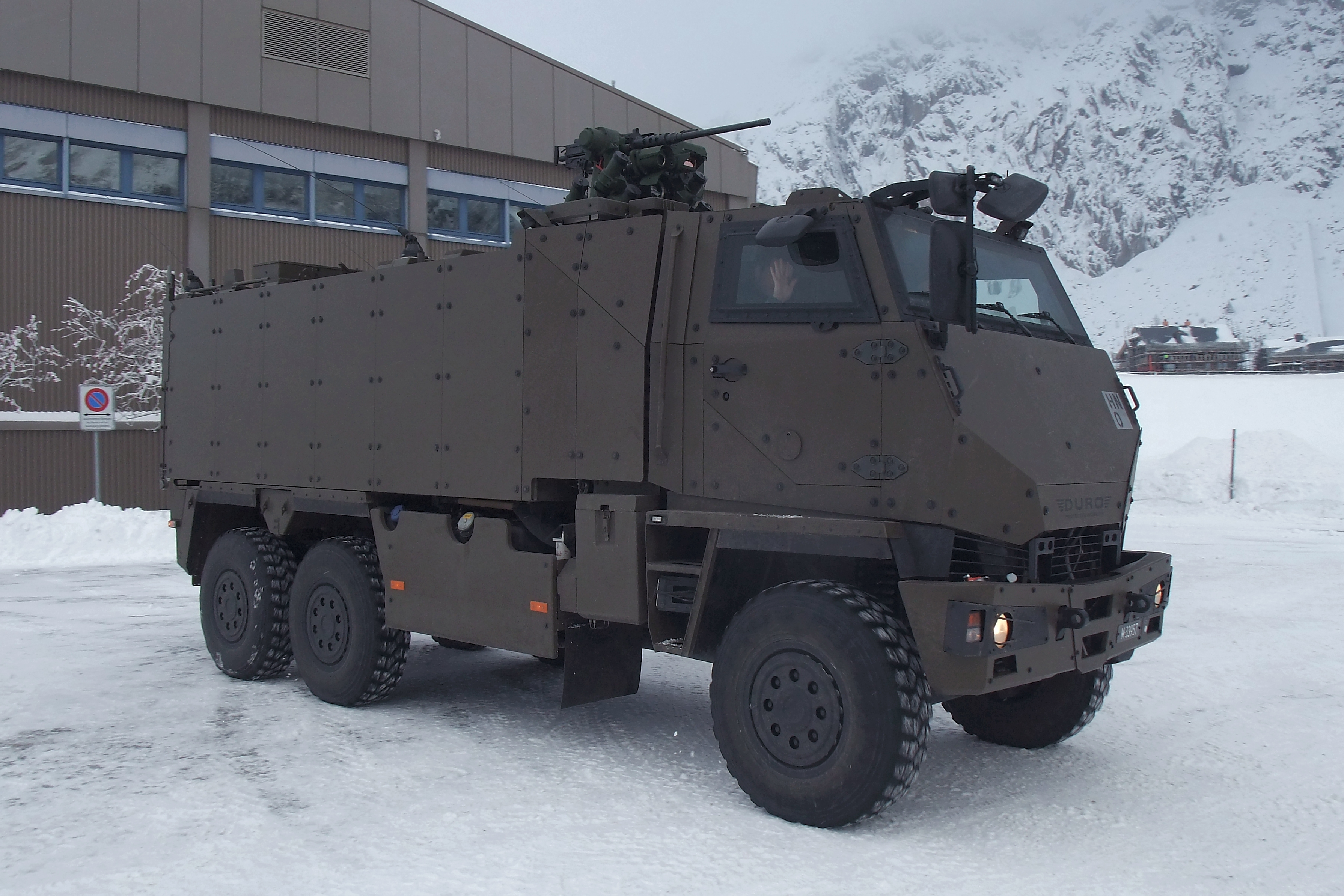
Mowag GMTF suizo.
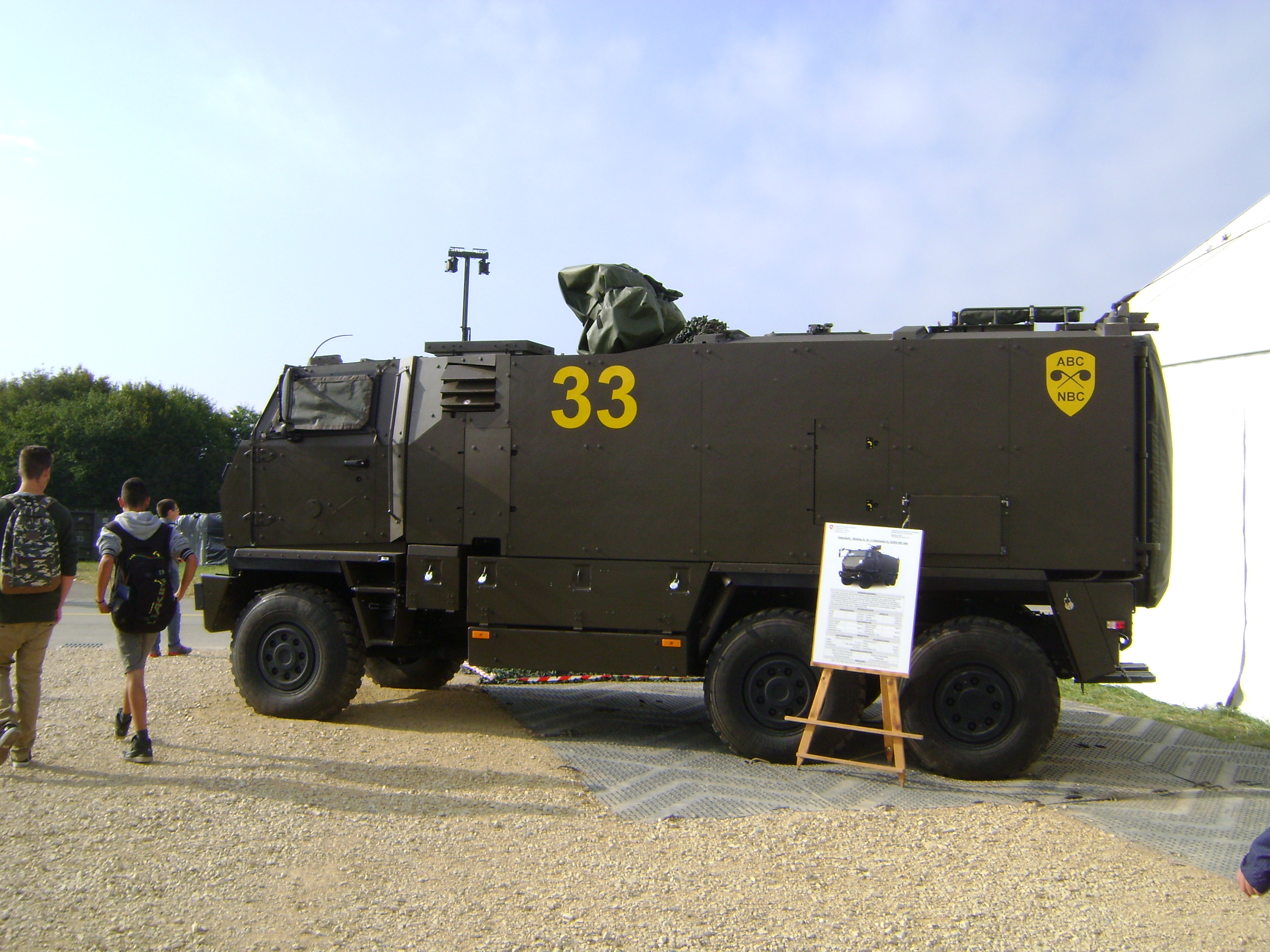
Mowag versión NBQR suizo.
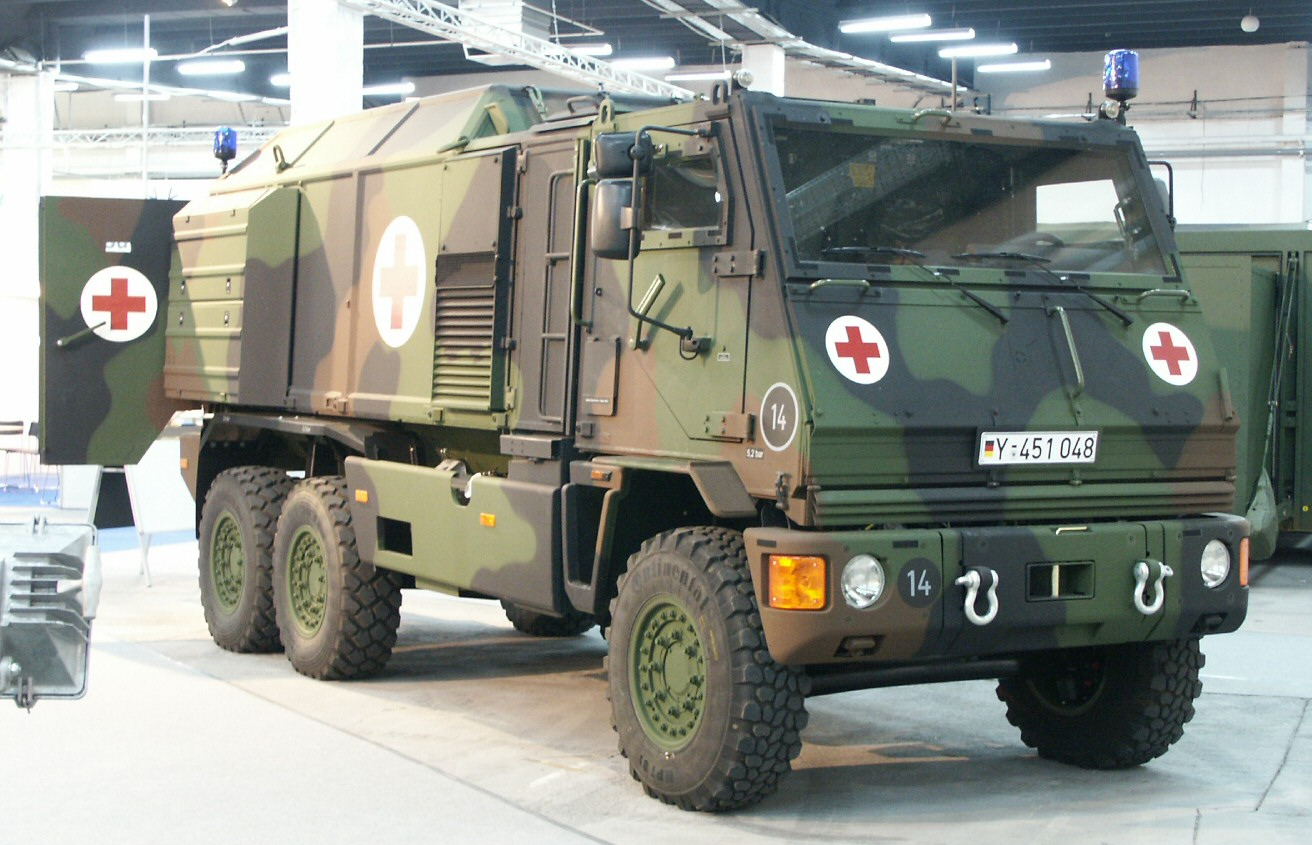
Un DURO III del Heer en versión ambulancia.
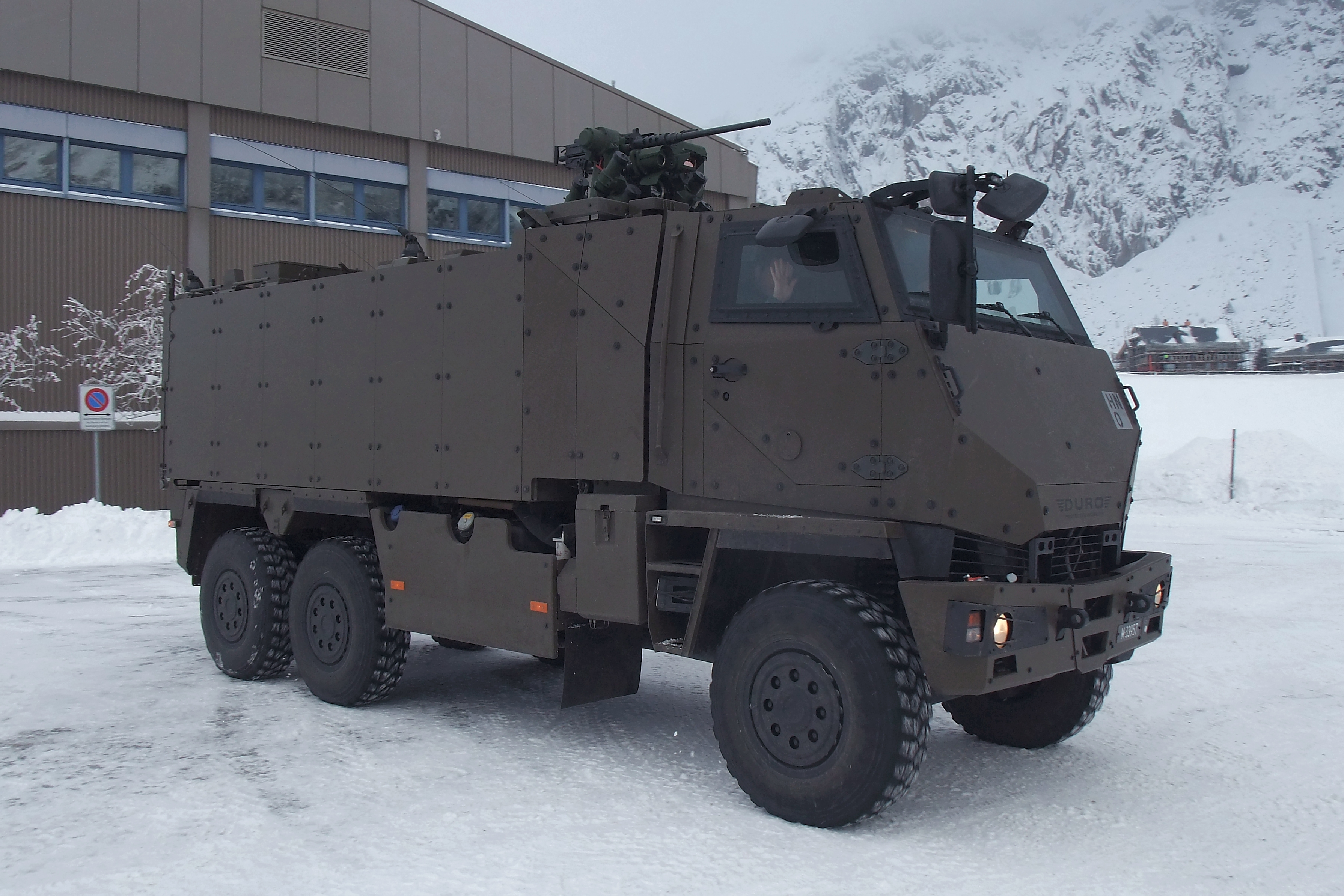
DURO IIIP/Duro GMTF suizo.
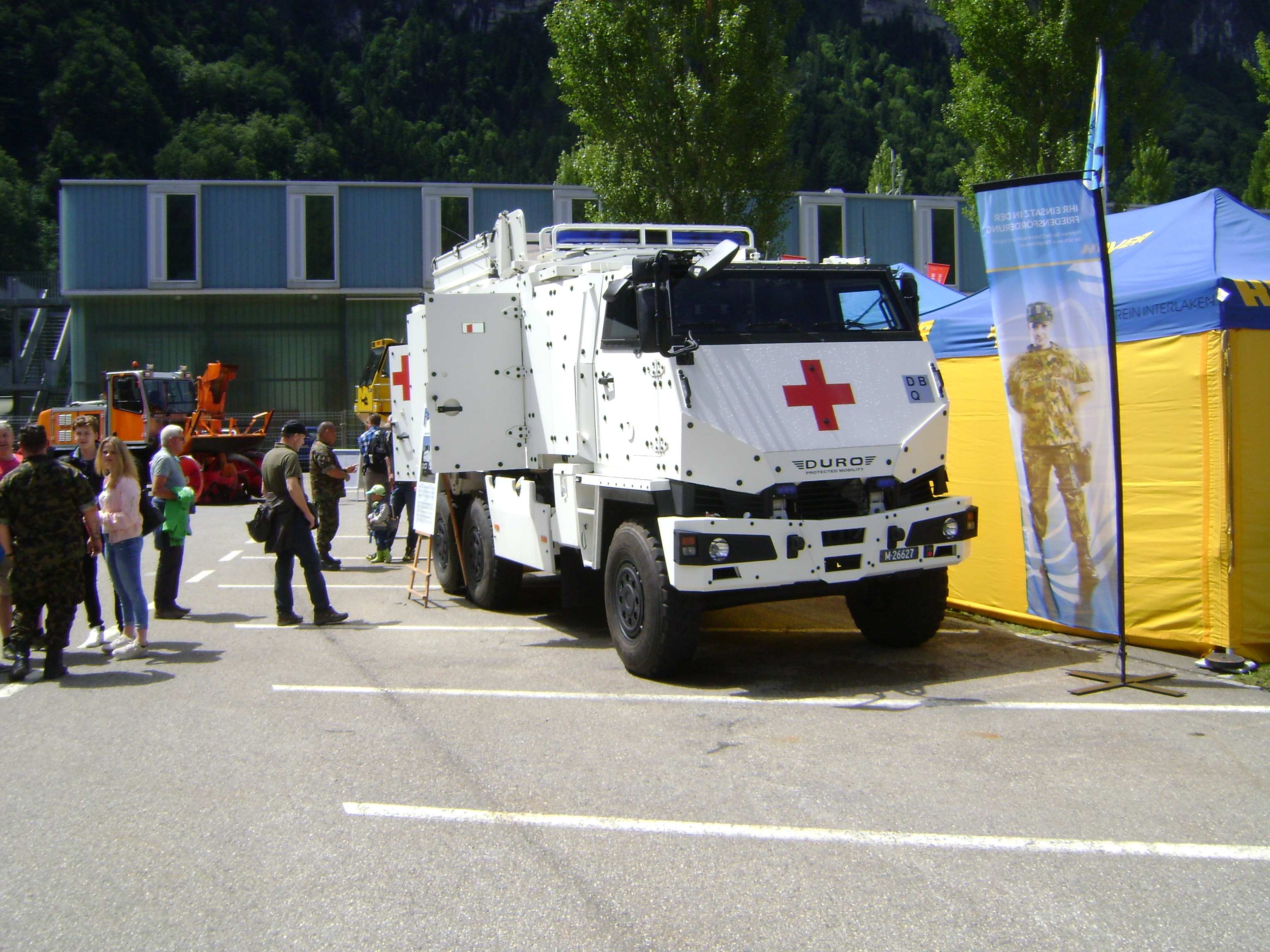
MOWAG Duro IIIP suizo versión ambulancia.

### Desarrollos relacionados
- ATF Dingo
- UR-416
- Unimog
- IPV
- Pinzgauer